# Arboreto Luis Ceballos
El Arboreto Luis Ceballos es un Arboretum de 3,8 hectáreas de extensión que se encuentra en las cercanías de San Lorenzo de El Escorial dentro de la comunidad autónoma de Madrid, España. 
Es uno de los doce centros con los que cuenta la "Red de Centros de educación ambiental de la Comunidad de Madrid" distribuidos por toda la Comunidad de Madrid. 

## Localización
Se encuentra en el término de San Lorenzo de El Escorial, en la vertiente sureste del Monte Abantos, a unos 1300 metros de altitud.
"Centro de educación ambiental Arboreto Luis Ceballos", Ctra. del Monte Abantos 28200 San Lorenzo de El Escorial - Madrid
Planos y vistas satelitales.40°35′45.83″N 4°9′58.4″O / 40.5960639, -4.166222
Horarios: martes a sábados de 10 a 18 h., domingos y festivos de 10 a 15 h.

## Historia
La ubicación en un frondoso pinar que fue una repoblación forestal de la escuela de ingenieros de montes a finales del siglo XIX, esta zona fue declarada Paraje Pintoresco en 1961.
Se inauguró en 1996, con motivo del centenario del nacimiento de D. Luis Ceballos y Fernández de Córdoba en San Lorenzo de El Escorial, que fue profesor de Botánica y de geografía botánica de la escuela especial de Ingenieros de montes, y autor del Mapa Forestal de España (1966) y del Plan General de Repoblación de España (1938).

## Colecciones
Este arboreto alberga unas 250 especies de árboles y arbustos autóctonos de la península ibérica y de las islas Baleares.
Debido a la relevancia de la muestra, desde el año 2009, el Arboreto Luis Ceballos es miembro del Consejo Internacional de Museos - ICOM España como colección viva de especies forestales.

## Actividades
El arboreto organiza talleres, visitas temáticas, ocio de familias, y sendas por los alrededores.
Las actividades son gratuitas pero es necesario reservar plaza con antelación en http://www.madrid.org